# Dheri Shahan
Dheri Shahan o Shah Dheri és una vila prop de Rāwalpindi a la província del Panjab, Pakistan. El general Alexander Cunningham l'identificà amb l'antiga Tàxila. Hi ha restes sobre uns 15 km² amb diverses restes. Hauria estat habitada pels takka dels que derivaria Tàxila o Takshasila que Arrià descrivia "com la més rica i populosa ciutat entre l'Indus i l'Hidaspes (Jhelum)". És a pocs quilòmetres del pas de Margala i hi ha restes dels principals edificis. Alexandre el Gran hi va passar tres dies. El peregrí budista Fa Hian va visitar Tàxila vers el 400. El 630 i 643 la va visitar Hwen Thsang que diu que la seu del govern s'havia traslladat a Caixmir. Les ruïnes estan formades per sis parts entre les quals la de Bir la més propera a la moderna vila, amb restes de rajoles i poteria; Hatial és proper al pas de Margala i hauria estat la ciutadella, estant rodejada per una muralla i coronada per una torre. Sir-Kap seria una fortalesa complementària unida a la fortalesa per una muralla. Kacha-Kot possiblement era el lloc dels elefants i ramats en cas de setge. Babar-Khana inclou una stupa i altres diversos edificis religiosos.